# 尼維-佐洛奇夫西基
50°32′6″N 25°9′52″E / 50.53500°N 25.16444°E
尼維-佐洛奇夫西基（烏克蘭語：Ниви-Золочівські），是烏克蘭西北部的村莊，隸屬里夫內州的杜布諾區。該村始建於1611年，面積7.32平方公里，海拔高度208米，2015年人口56，人口密度每平方公里9.7人。